# Secclla (distrito)
Secclla é um distrito do Peru, departamento de Huancavelica, localizada na província de Angaraes.

## Transporte
O distrito de Secclla é servido pela seguinte rodovia:
- PE-26B, que liga o distrito de Huancavelica (Região de Huancavelica) à cidade de Pacaycasa (Região de Ayacucho)
- HV-108, que liga a cidade ao distrito de Lircay [1][2][3]